# Derby (cocktail)
Pour les articles homonymes, voir Derby.
Le Derby est un cocktail à base de gin, de feuilles de menthe et de bitter à la pêche. Il a fait partie des cocktails dits « inoubliables » de l'International Bartenders Association, mais n'y est plus à ce jour. Ses origines sont obscures.